# بنی مر
بنی مر ([undefined] Error: {{Lang-xx}}: فاقد متن (راهنما)) روستایی تابع شهرستان فتح در استان اسیوط در جمهوری عربی مصر است. طبق سرشماری سال ۲۰۰۶، جمعیت آن ۲۰۰۶۵ تن بود که متشکل از ۱۰۵۷۵ تن مرد و ۹۴۹۰ تن زن بود.